# Метальний заряд
Метальний заряд або пропелент — хімічна речовина, що використовується для створення енергії або стисненого газу, які потім використовуються для створення руху рідини або для створення рушія транспортного засобу, снаряда або іншого об'єкту.

## Загальний опис
Загалом метальний заряд — це енергоємні матеріали і складаються з палива, наприклад, бензину, авіагасу, ракетного палива та окисника. Метальний заряд згоряє або розкладається іншим чином для створення горючого газу. Інші метальні заряди є просто рідинами, які можуть легко випаровуватися.
У ракетах та літаках, метальні заряди використовуються для створення газу який викидається через сопло, тим самим створюючи тягу. У ракетах, ракетне паливо виробляє вихлопні гази і відпрацьовані матеріали викидаються під тиском через сопло. Тиск створюється стисненим газом або газом який утворюється через хімічну реакцію. Вихлопними матеріалами можуть бути газ, рідина, плазма або, перед хімічною реакцією, твердими, рідкими або гелеподібними. У літаку, метальним зарядом зазвичай є паливо у поєднанні з повітрям.
У балістиці стрілецької зброї, метальний заряд заповнює гільзу набою або камору гармати, у результаті згоряння відбувається викид кулі або снаряду (димний порох, бездимний порох та заряди великих гармат).
Холодний газ метального заряду використовують для заповнення мішків, які розширюються, або мембран, таких як автомобільні мішки безпеки (газовий генератор метальних зарядів) або у герметичних дозувальних системах, таких як аерозольні спреї, для примусового викиду матеріалу через сопло. Такі метальні заряди включать у себе оксид азоту який використовують у консервованих збитих вершках та диметиловий етер або алкани, низького кипіння, які використовують у лаку для волосся. Ракетне паливо може викидатися через сопло як холодний газ, який, без енергійного перемішування і згорання, може забезпечити невеликі зміни швидкості для космічних апаратів з використанням двигунів малої тяги холодного газу.

## Аерозолі
В аерозольних упаковках, метальний заряд є простим стисненим газом який змішано з рідиною. Оскільки частина газу йде, щоб виштовхнути рідину, рідина, яка залишилася, випаровується, підтримуючи рівномірний тиск.

## Рушійні метальні заряди
Технічно, слово метальний заряд є загальною назвою хімічних речовин які використовують для створення прискорення. У техніці, термін метальний заряд використовується лише для хімічних речовин які зберігаються у середині техніки до використання і використовують для реакції атмосферне повітря або інші матеріали.
У англомовних країнах у широкому вжитку використовують не дуже правильний термін паливо. У Німеччині використовують слово Treibladung — буквально «заряд для надання руху»; у Франції, використовують слово ergols; воно має грецькі корені від hypergolic («самозаймистий»), термін, який в англійській мові використовують для позначення метальних зарядів, які об'єднані спонтанно і займаються без використання допоміжних систем запалення.
Для того щоб досягти великої щільності зберігання, метальні заряди є твердими або рідкими.

### Тверді метальні заряди
У балістиці та піротехніці, метальний заряд — це загальна назва хімічних речових які використовують для викиду снарядів або куль з гармат, стрілецької зброї або інших пристроїв.
Тверді метальні заряди зазвичай роблять з повільної вибухівки, але вони можуть включати матеріали швидкої вибухівки які є розбавленими і контрольовані під час горіння, а не детонації. Контрольоване горіння суміші метального заряду зазвичай дає тягу за допомогою газового тиску і який може прискорити снаряд, ракету або іншу техніку. У цьому плані, загальними або добре відомими метальними зарядами, для стрілецької зброї, артилерії та ракет з твердопаливним двигуном є:
- Порохові заряди, такі як:
  - Димний порох
  - Нітроцелюлозні порохи
  - Кордит
  - Балістит
  - Бездимний порох
- Композитні заряди зроблені з твердого окисника, наприклад перхлората амонію або нітрата амонію, синтетичного каучуку, наприклад, HTPB, PBAN або поліуретану (або енергетичних полімерів таких як полігліцидиловий або полівініловий нітрат), частково паливами високошвидкісної вибухівки (для додаткової енергії), наприклад, гексоген або нітрогліцерин, і порошкоподібного металевого палива, наприклад, алюмінію.
- Деякі любительські метальні заряди містять нітрат калію, у поєднанні з цукром, епоксидною смолою або іншими видами палива або сполучної речовини.
- Перхлорат калію використовують як окисник, у поєднанні з бітумом, епоксидною смолою і іншими сполучними речовинами.

Вибухові метальні заряди зараз майже не використовуються, хоча були поширенні у часи випробування імпульсних детонаційних двигунів. Зараз проходять випробування синтезовані речовини на основі бішомокубану як тверді й рідкі метальні заряди майбутнього.

#### Подрібнені метальні заряди
Тверді метальні заряди можуть використовуватися у подрібненому стані (зернами). Зерно є окремою частиною метального заряду не залежно від форми або розміру. Форма і розмір зерна метального заряду визначають час горіння, кількість газу і швидкість його виробництва, при згорянні метальної вибухової речовини, і, як наслідок, відношення тяга-час.
Є три типи горіння в залежності від різних зерен.
Прогресивне горінняЗазвичай зерно має декілька отворів або виріз у центрі у вигляді зірки, що збільшує площу горіння.
Регресивне горінняЗазвичай зерно у формі циліндра або сфери.
Нейтральне горінняЗерно має один отвір; горіння на зовнішній поверхні таке саме як і на внутрішній.

#### Суміші
Є чотири різних типи сумішей твердих метальних зарядів:
Односновний метальний зарядВибуховою основою такого заряду є нітроцелюлоза. Стабілізатори та інші хімічні добавки використовують для стабілізації і покращення властивостей заряду.
Двоосновний метальний зарядВибуховою основою такого заряду є нітроцелюлоза та нітрогліцерин або інший рідкий органічний нітрат. Також використовують стабілізатори та інші хімічні добавки. Нітрогліцерин зменшує кількість диму і збільшує вихідну енергію. Двоосновні заряди використовують у стрілецькій зброї, гарматах, мортирах і ракетах.
Триосновний метальний зарядВибуховою основою таких зарядів є нітроцелюлоза, нітрогуанідін, нітрогліцерин або інші рідкі органічні нітрати. Такі заряди використовують у гарматах.
СумішУ сумішах немає нітроцелюлози, нітрогуандіну, нітрогліцерину або інших органічних нітратів. Суміші складаються з палива, такого як порошок алюмінію, горючих сполук, таких як синтетичний каучук або HTPB, та окисника, наприклад, перхлорат амонію. Такі заряди використовують у великих ракетних двигунах.

### Рідкі метальні заряди
У ракетах використовують три основні рідкі суміші: скраплений кисень і водень, скраплений кисень і вуглеводень, і придатні для зберігання метальні заряди.
- скраплений кисень-водень — Використовують у верхніх та інколи у розгінних ступенях космічних пускових систем. Суміш не токсична. Це дає високий питомий імпульс і підходить для високошвидкісних завдань
- скраплений кисень-вуглеводень — Використовують у розгінних ступенях ракето-носіїв, а також інколи у других ступенях. Ця суміш палива/окисника має високу щільність, що дозволяє використовувати більш компактну систему прискорення.
- зберігаючі метальні заряди — використовуються майже у всіх двигунах низької швидкості, допоміжних або реактивних системах керування, а також у деяких двигунах великих ракет як перший і другий ступені. Вони швидко спалахують і придатні для тривалого зберігання.

Суміші які використовують у рідких ракетних метальних зарядах включають:
- Рідкий кисень та рідкий водень[4]
- Рідкий кисень та гас або RP-1[5]
- Рідкий кисень та етанол
- Рідкий кисень та метан
- Hydrogen peroxide та спирт або RP-1
- Червону димлячу азотну кислоту (RFNA) та гас або RP-1
- RFNA та Несиметричний диметилгідразин (UDMH)
- Азотний тетраоксид та UDMH, MMH, та/або гідразин

Загальні односкладові заряди які використовують у рідких ракетних двигунах включать:
- Перекис водню
- Гідразин
- Червону димлячу азотну кислоту (RFNA)